# بيل هالتر
بيل هالتر (بالإنجليزية: Bill Halter)‏ (و. 1960 – م) هو سياسي من الولايات المتحدة الأمريكية ولد في نورث ليتل روك.
وهو عضو في الحزب الديمقراطي الأمريكي .

## التعليم
تعلم في جامعة ستانفورد.